# Haager Straße
Die Haager Straße (B 42) ist eine Landesstraße in Österreich. Sie führt auf einer Länge von 14,4 km durch das Mostviertel. Die Haager Straße beginnt an der Wiener Straße (B 1) und verläuft über Haag, bis sie östlich von Steyr an der Voralpen Straße (B 122) endet.

## Geschichte
Die Strengberg-Steyr Straße gehört seit dem 1. April 1959 zum Netz der Bundesstraßen in Österreich.